# Apparitores
Nell'Impero Romano, gli apparitores (o apparator o abbreviato paritor) erano i lavoratori subordinati di politici, magistrati e/o sacerdoti. In genere lavoravano per conto dello Stato romano oppure per una colonia o un municipium. Questi lavoratori erano chiamati apparitores perché prestavano servizio, apparitio, presso i magistrati.

## Requisiti e funzioni
Gli Apparitores erano cittadini romani. Non faceva alcuna differenza se fossero cittadini nati liberi o schiavi liberati. È importante specificare che la classe degli apparitores individuava in modo specifico il personale civile, non quello militare. Essi erano funzionari imperiali appartenenti alla cognìtio extra òrdinem incaricati di convocare le udienze in tribunale, trattenere gli imputati, di dare avvio all'esecuzione forzata (mediante l'uso della forza militare) delle sentenze dei magistrati.  Notificando un mandato di comparizione, assicuravano che una parte in tribunale fosse consapevole del proprio obbligo di comparire, sia per il processo, sia per testimoniare o per compiere altri atti che il giudice poteva legalmente richiedere. Per le loro attività era previsto un compenso.
Esempi di mansioni svolte da apparitores sono forniti dalla Lex Ursonensis, atto costitutivo della colonia cesariana di Iulia Genetiva, in Spagna: erano apparitores i lictores (littori), che si occupavano della protezione di magistrati e sacerdoti, fungendo perciò da scorta armata; gli scribae (scribi/segretari); gli accensi (messi); i viatores (corrieri/messaggeri); librari (copisti); gli haruspices (aruspici); i tibicines (flautisti); i praecones (banditori).

## Retribuzione
Grazie alla succitata Lex Ursonensis, conosciamo le retribuzioni annuali (perlomeno nella città di Iulia Genetiva) di alcuni tipi di apparitores, di seguito elencate:
- Scribae al servizio dei duumviri: 1200 sesterzi
- Scribae al servizio degli edili: 800 sesterzi
- Accensi: 700 sesterzi
- Lictores: 600 sesterzi
- Haruspices: 500 sesterzi
- Viatores: 400 sesterzi
- Librari: 300 sesterzi
- Tibicines: 300 sesterzi
- Praecones: 300 sesterzi[7]